# Hintergereuth

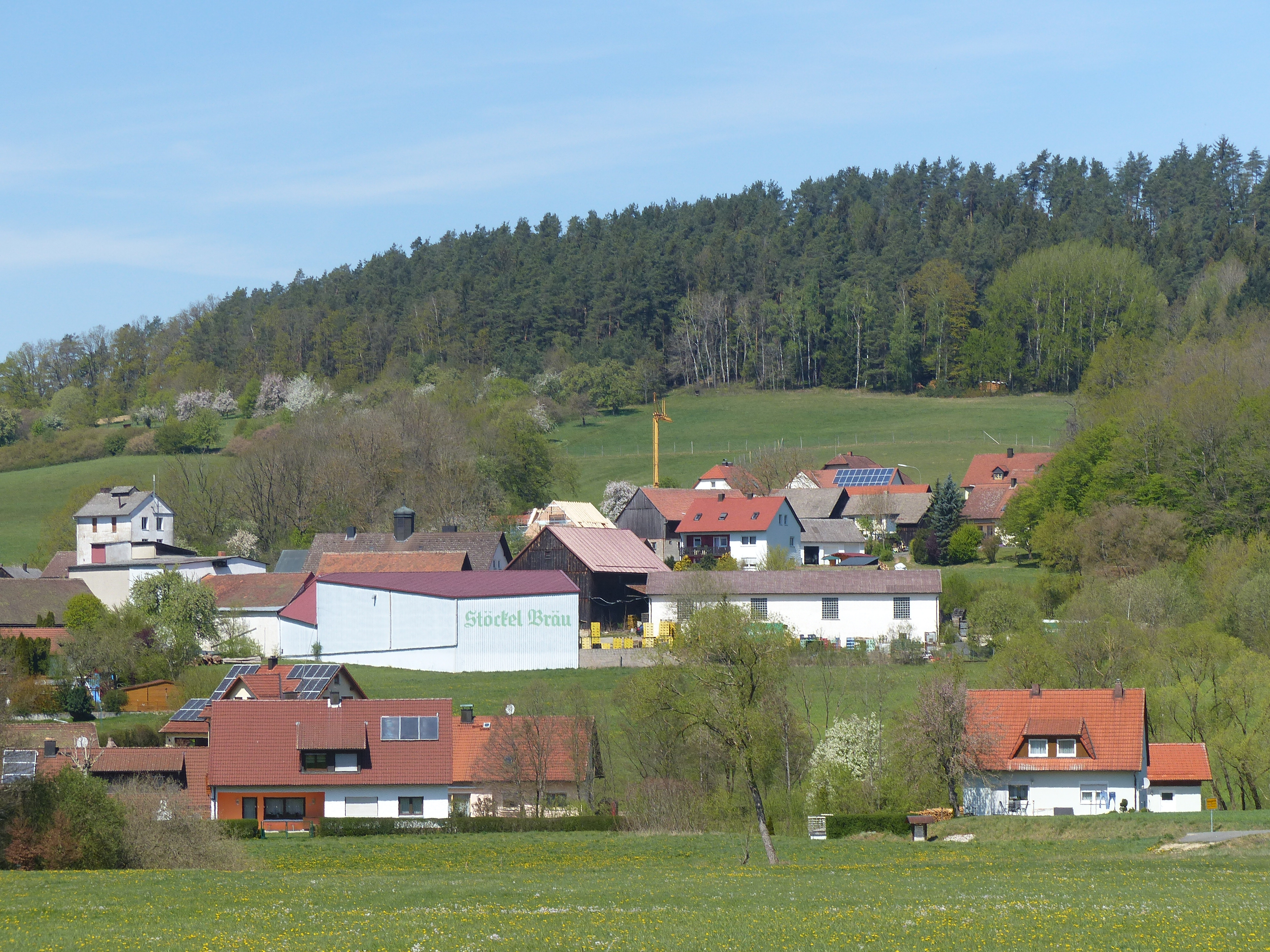
Ortsansicht aus Südosten

Hintergereuth ist ein Gemeindeteil der Gemeinde Ahorntal im Landkreis Bayreuth (Oberfranken, Bayern). Hintergereuth liegt in der Gemarkung Körzendorf.

## Geografie
Das Dorf im nordöstlichen Bereich der Fränkischen Schweiz ist etwa vier Kilometer von dem westsüdwestlich liegenden Kirchahorn entfernt.

## Geschichte
Der Ort wurde 1303 als „Gerüt“ erstmals urkundlich erwähnt. Der Ortsname bedeutet Rodung.
Bis zum Beginn des 19. Jahrhunderts unterstand die Dorfmarkung von Hintergereuth der Landeshoheit reichsunmittelbarer Adeliger, die sich in dem zum Fränkischen Ritterkreis gehörenden Ritterkanton Gebürg organisiert hatten. Die Dorf- und Gemeindeherrschaft übten die Freiherrn von Brand aus. Die Hochgerichtsbarkeit stand dem zum Hochstift Bamberg gehörenden Amt Waischenfeld als Centamt zu. Als die reichsritterschaftlichen Territorien in der Fränkischen Schweiz infolge des Reichsdeputationshauptschlusses mediatisiert wurden, wurde Hintergereuth unter Bruch der Reichsverfassung am 1. November 1805 vom Kurfürstentum Pfalz-Baiern annektiert. Damit wurde das Dorf ein Bestandteil der bei der „napoleonischen Flurbereinigung“ in Besitz genommenen neubayerischen Gebiete, was erst im Juli 1806 mit der Rheinbundakte nachträglich legalisiert wurde.
Durch die Verwaltungsreformen im Königreich Bayern wurde Hintergereuth mit dem Zweiten Gemeindeedikt im Jahr 1818 ein Bestandteil der Ruralgemeinde Körzendorf. Im Zuge der Gebietsreform in Bayern wurde Hintergereuth zusammen mit der Gemeinde Körzendorf am 1. Januar 1972 in die neu gebildete Gemeinde Ahorntal eingegliedert.

## Verkehr
Eine von Reizendorf und Vordergereuth kommende Gemeindeverbindungsstraße durchquert den Ort und führt weiter zur Staatsstraße 2163. Der ÖPNV bedient das Dorf an einer Haltestelle der Buslinien 388 und 396 des VGN. Die am schnellsten erreichbaren Bahnhöfe befinden sich in Creußen, Schnabelwaid und Pegnitz. Der nächste Fernbahnhof ist der Hauptbahnhof in Bayreuth.

## Wirtschaft

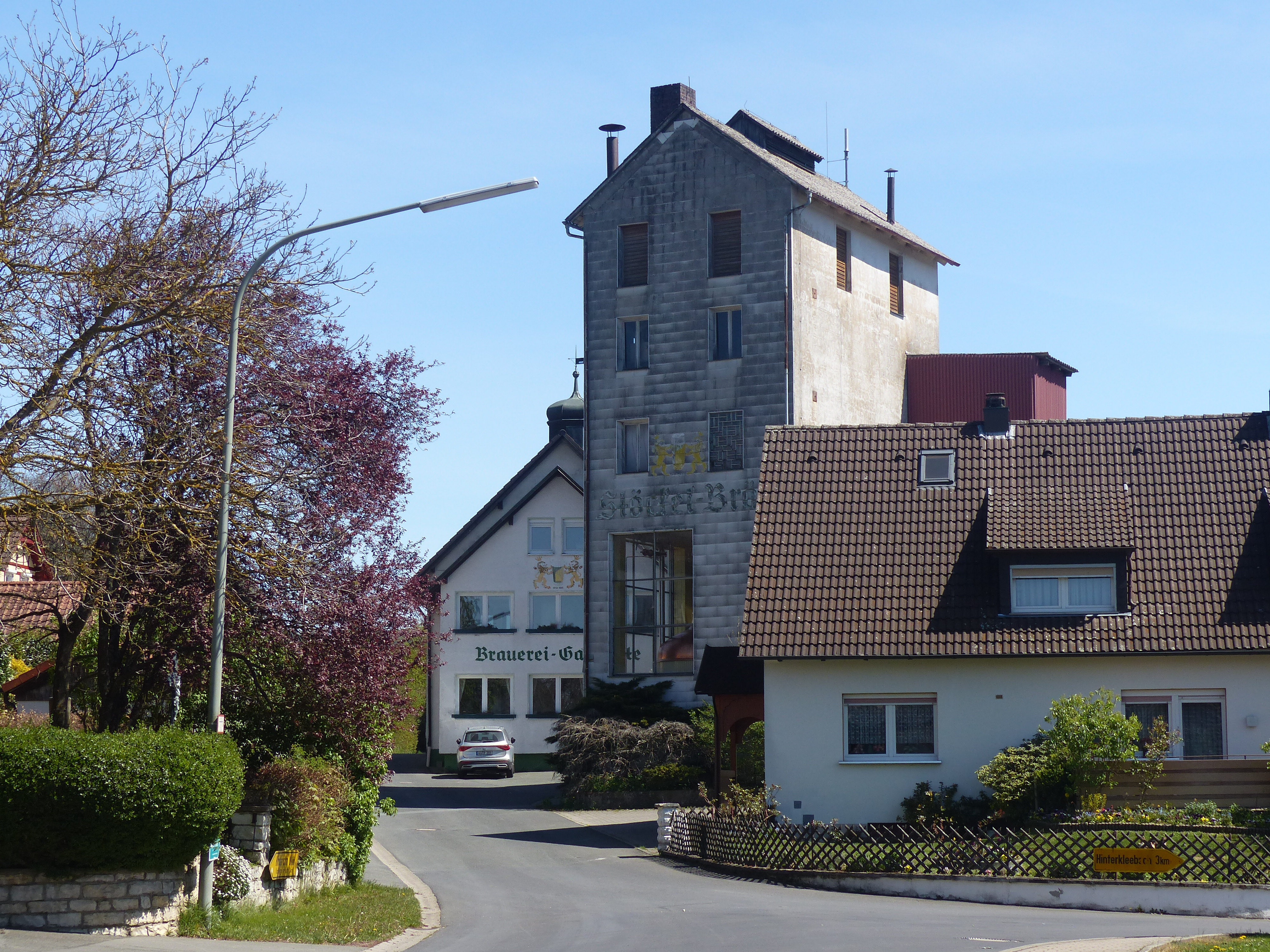
Der östliche Ortsbereich mit der Brauerei Stöckel im Hintergrund

Im östlichen Ortsbereich von Hintergereuth liegt die Brauerei Stöckel mit einer Brauereigaststätte.

## Baudenkmäler
Auf dem Betriebsgelände der Brauerei Stöckel befindet sich eine denkmalgeschützte Kapelle, die aus dem 19. Jahrhundert stammt.